# Canon EF 1200 мм
Canon EF 1200 мм f/5.6L USM — сверхдлиннофокусный объектив с постоянным фокусным расстоянием семейства Canon EF компании Canon серии «L» с автофокусом. В мире насчитывается около 20 объективов Canon EF 1200 мм f/5.6L USM, по другим данным не более 100. По заверениям Canon, на момент выпуска этот объектив превосходил все мировые аналоги по светосиле для данного фокусного расстояния.
Учитывая кроп-фактор 1,6×, характерного для неполнокадровых матриц формата APS-C цифровых зеркальных фотоаппаратов Canon EOS, например для Canon EOS 60D, угол изображения этого объектива для таких камер будет равен углу изображения объектива с фокусным расстоянием 1920 мм, установленного на полнокадровые фотоаппараты формата 135.

## История

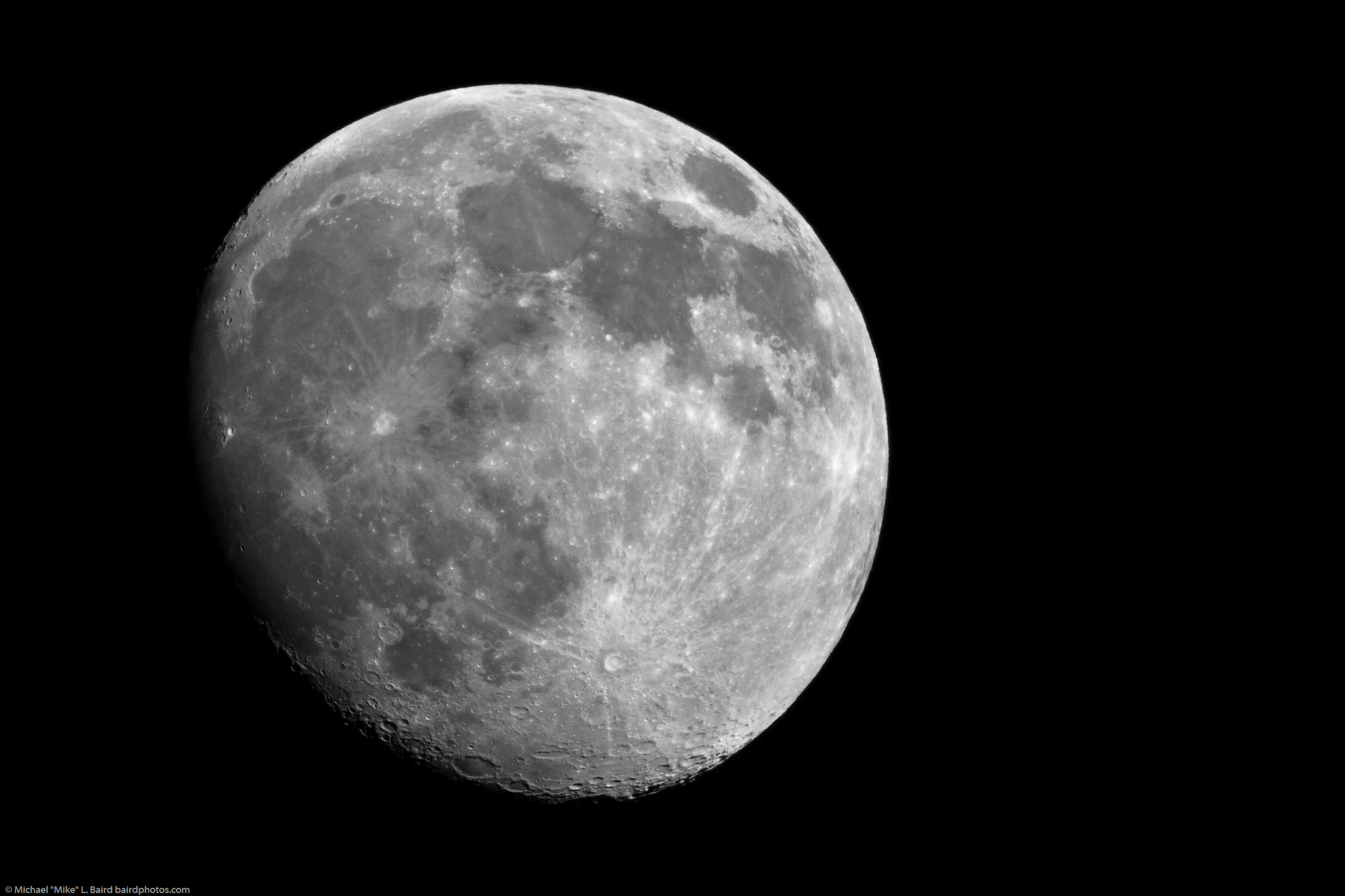
Луна, снятая на объектив с фокусным расстоянием 1200 мм (600 мм с 2^{×} телеконвертером)

Первоначально объектив Canon EF 1200 мм f/5.6L USM поставлялся с байонетом Canon FD. Впервые публично 5 экземпляров FD-версии использовались на Олимпийских играх 1984 года в Лос-Анджелесе, а затем были отправлены Canon обратно в Японию. В конце 80-х годов появились версии с байонетом EF.
По заверениям Nikon, в объективе имелся встроенный телеконвертер с увеличением 1,4×, увеличивавший фокусное расстояние до примерно 1700 мм. Для конкуренции Nikon представил объектив 1200—1700 мм f/5.6 — f/8.0 без автофокуса, который использовался на Чемпионате университетов по бейсболу в Японии.
1200 мм f/5.6L был доступен только по предзаказу и никогда не производился до того, как о своём желании не заявлял покупатель. Изготовление объектива занимает более года, в первую очередь из-за необходимости выращивания очень большого кристалла флюорита для линз.
На 2016 год производство объектива прекращено.

## Владельцы
Среди владельцев объектива Canon EF 1200 мм f/5.6L USM значатся:
- журнал Sports Illustrated (два);
- профессиональный сервис Canon (Canon Professional Services) (два);
- James Jannard[англ.], миллиардер и основатель Oakley и RED Digital Cinema (два);
- национальное географическое общество National Geographic Society (по крайней мере один для собственного журнала National Geographic).

Существуют также предположения, что некоторые разведки и правоохранительные органы обладают данным объективом.

## Цена
В июне 1993 года объектив поступил в продажу по msrp цене $88.579. Спустя некоторое время выпуск прекратился, при этом было изготовлено всего около 20 экземпляров. По этой причине найти в свободной продаже данный объектив невозможно.
С 2000 года за 15 лет экземпляры объектива появлялись в свободной продаже лишь трижды:
- 2009: Американский магазин B&H Photo Video[англ.] продавал объектив по цене $120.000.[2]
- 2014, август: Английский магазин MPB Photographic продавал объектив по цене £99.000 (чуть более $165.000)[8].
- 2015, апрель: Американский магазин B&H Photo Video[англ.] продавал объектив по новой цене в $180.000.[9]

## Характеристики
Объектив состоит в основном из металлических частей за исключением некоторых пластиковых деталей. Оптическая схема состоит из 13 элементов в 11 группах, два из которых являются большими флюоритовыми линзами.
Ручная фокусировка производится не напрямую — через резиновое кольцо фокусировки, а посредством электрической системы, которая соединена с приводом, передвигающим линзы. Скорость ручной фокусировки имеет три режима: 1/2 стандартной скорости; стандартная скорость; двойная стандратная скорость. Во время фокусировки передняя часть объектива остаётся неподвижной.
Светофильтры вставные, диаметра 48 мм, в специальной оправе. Для них имеется небольшой отсек около хвостовой части объектива.
Объектив поставляется с собственным
штативом и транспортировочным кейсом.
Вес объектива 16,5 кг.

## Совместимость с телеконвертерами
Объектив Canon EF 1200 мм f/5.6L совместим с телеконвертерами Canon Extender EF. При этом фокусное расстояние увеличивается до следующих значений:
- 1680 мм при f/8.0 — с экстендером 1,4×
- 2400 мм при f/11.0 — с экстендером 2,0×

## Конкуренты
Учитывая большую апертуру 215 мм, уникально малое, для данного фокусного расстояния, диафрагменное число и очень большую светосилу, наличие флюоритовых линз, автофокуса, а также высокое качество изображения и чрезвычайно высокую цену, кроме «Zoom-Nikkor 1200—1700 mm f/5.6-8 P IF-ED» прямых известных аналогов объектив не имеет.
Но в 2006 году появился среднеформатный объектив ещё более высокого класса, с большим количеством линз, большим фокусным расстоянием, большим покрытием кадра, в два раза большей апертурой в 425 мм, и на целую ступень большей светосилой — среднеформатный «Carl Zeiss 4.0/1700», чей вес равняется 256 кг, а стоимость оценивается в районе миллиона долларов США.
По сравнению с другими объективами сходного фокусного расстояния, большей частью не автофокусных, также без оптической стабилизации, с более простой оптической схемой, количество аналогов у данного объектива тоже невелико.
При этом светосила почти у всех «конкурентов» несравнимо меньше.
- Carl Zeiss 4.0/1700
- Zoom-Nikkor 1200—1700 mm f/5.6-8 P IF-ED

Линзовые малосветосильные зумы:
- Elicar MF 800—1600 мм f/10-20 Macro (байонет Canon EF)
- Samyang 650—1300 мм f/8.0-16.0 MC IF (байонет Canon EF через Т-адаптер)

Зеркально-линзовые:
- Carl Zeiss mirotar 5.6/1000
- Pentax 8.0/1000
- SMC Pentax A* 1200mm f/8 ED (IF)
- «МС Рубинар 10/1000 макро»
- «МТО-1000» 1000 мм f/10
- «МТО-11» 1000 мм f/10
- Nikkor 11/1000
- Nikkor-P 1200 mm f/11
- Nikkor-T ED 1200 mm f/18
- Reflex-Nikkor 1000 cm f/6.3